# Tracy-sur-Loire
Tracy-sur-Loire est une commune française, située dans le département de la Nièvre en région Bourgogne-Franche-Comté.

## Géographie

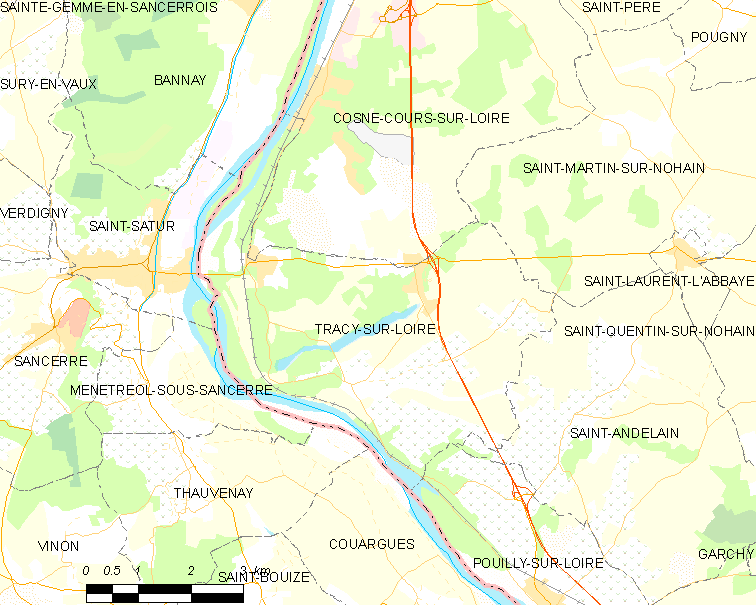
Carte.

La commune se situe à moins de dix kilomètres à l'est de Sancerre, au sud de Cosne-Cours-sur-Loire et au nord de Pouilly-sur-Loire.

### Climat
Pour des articles plus généraux, voir Climat de la Bourgogne-Franche-Comté et Climat de la Nièvre.
En 2010, le climat de la commune est de type climat océanique dégradé des plaines du Centre et du Nord, selon une étude du Centre national de la recherche scientifique s'appuyant sur une série de données couvrant la période 1971-2000. En 2020, Météo-France publie une typologie des climats de la France métropolitaine dans laquelle la commune est exposée à un climat océanique altéré et est dans la région climatique  Centre et contreforts nord du Massif Central, caractérisée par un air sec en été et un bon ensoleillement. 
Pour la période 1971-2000, la température annuelle moyenne est de 10,9 °C, avec une amplitude thermique annuelle de 16,1 °C. Le cumul annuel moyen de précipitations est de 742 mm, avec 11,6 jours de précipitations en janvier et 7,7 jours en juillet. Pour la période 1991-2020, la température moyenne annuelle observée sur la station météorologique de Météo-France la plus proche, « Léré », sur la commune de Léré à 17 km à vol d'oiseau, est de 11,6 °C et le cumul annuel moyen de précipitations est de 710,5 mm. 
La température maximale relevée sur cette station est de 41,9 °C, atteinte le 25 juillet 2019 ; la température minimale est de −13,3 °C, atteinte le 9 février 2012,,. 
Les paramètres climatiques de la commune ont été estimés pour le milieu du siècle (2041-2070) selon différents scénarios d'émission de gaz à effet de serre à partir des nouvelles projections climatiques de référence DRIAS-2020. Ils sont consultables sur un site dédié publié par Météo-France en novembre 2022.

## Urbanisme

### Typologie
Au 1er janvier 2024, Tracy-sur-Loire est catégorisée commune rurale à habitat dispersé, selon la nouvelle grille communale de densité à sept niveaux définie par l'Insee en 2022.
Elle est située hors unité urbaine. Par ailleurs la commune fait partie de l'aire d'attraction de Cosne-Cours-sur-Loire, dont elle est une commune de la couronne,. Cette aire, qui regroupe 30 communes, est catégorisée dans les aires de moins de 50 000 habitants,.

### Occupation des sols
L'occupation des sols de la commune, telle qu'elle ressort de la base de données européenne d’occupation biophysique des sols Corine Land Cover (CLC), est marquée par l'importance des territoires agricoles (60,3 % en 2018), une proportion sensiblement équivalente à celle de 1990 (60,5 %). La répartition détaillée en 2018 est la suivante : terres arables (38,2 %), forêts (25 %), cultures permanentes (15,8 %), eaux continentales (7,7 %), zones urbanisées (5,1 %), prairies (4 %), zones agricoles hétérogènes (2,3 %), espaces ouverts, sans ou avec peu de végétation (1,9 %). L'évolution de l’occupation des sols de la commune et de ses infrastructures peut être observée sur les différentes représentations cartographiques du territoire : la carte de Cassini (XVIIIe siècle), la carte d'état-major (1820-1866) et les cartes ou photos aériennes de l'IGN pour la période actuelle (1950 à aujourd'hui).

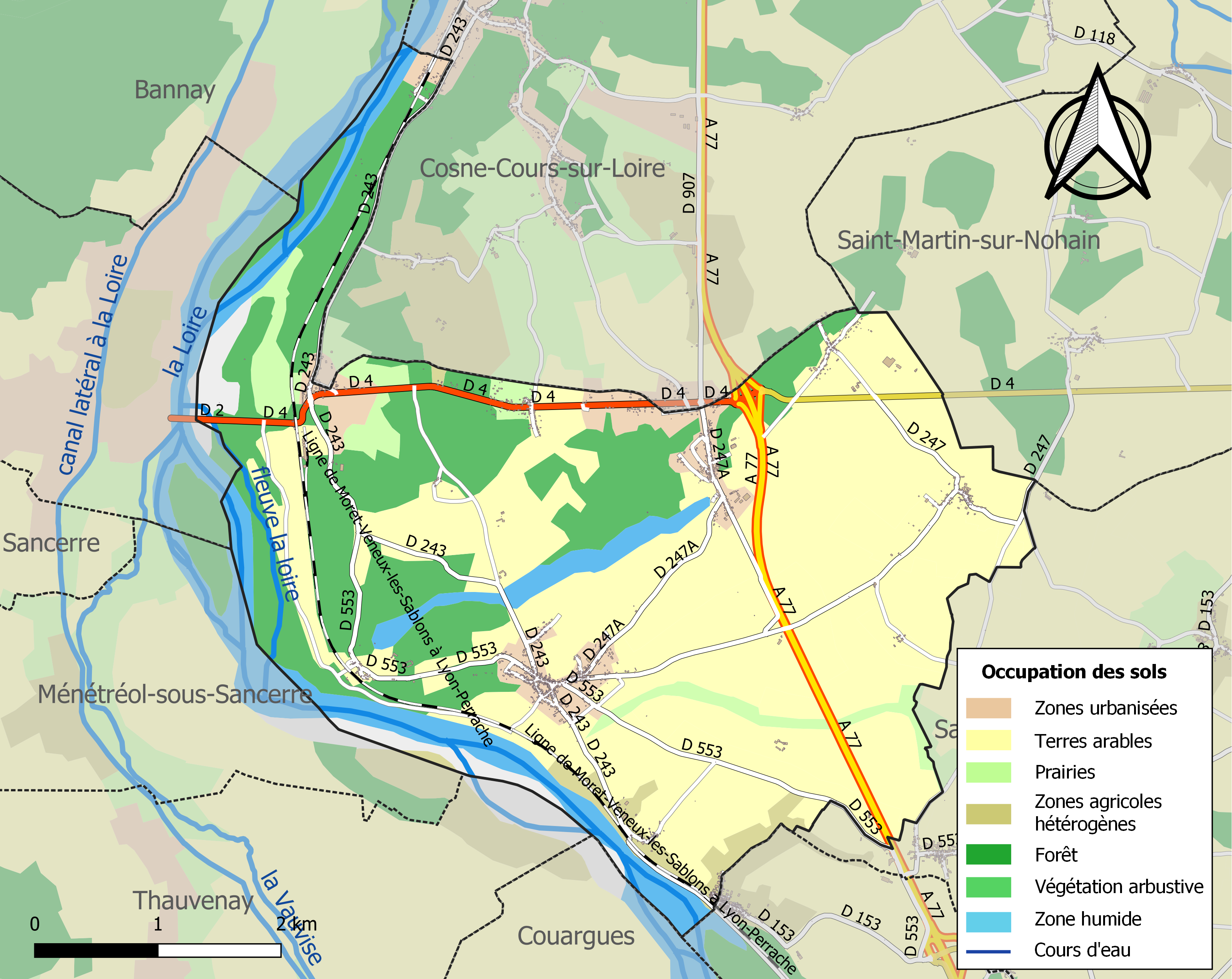
Carte des infrastructures et de l'occupation des sols de la commune en 2018 (CLC).

## Toponymie
Le nom de Tracy dériverait du nom d’homme gaulois Draccius auquel se serait ajouté le suffixe -acum.
On relève les formes suivantes du nom de la commune : Draptiacus,  Dractiacus aux VIe et VIIe siècles et Ecclesia Sancti-Simphoriani de Traciaco en 1147.

## Histoire

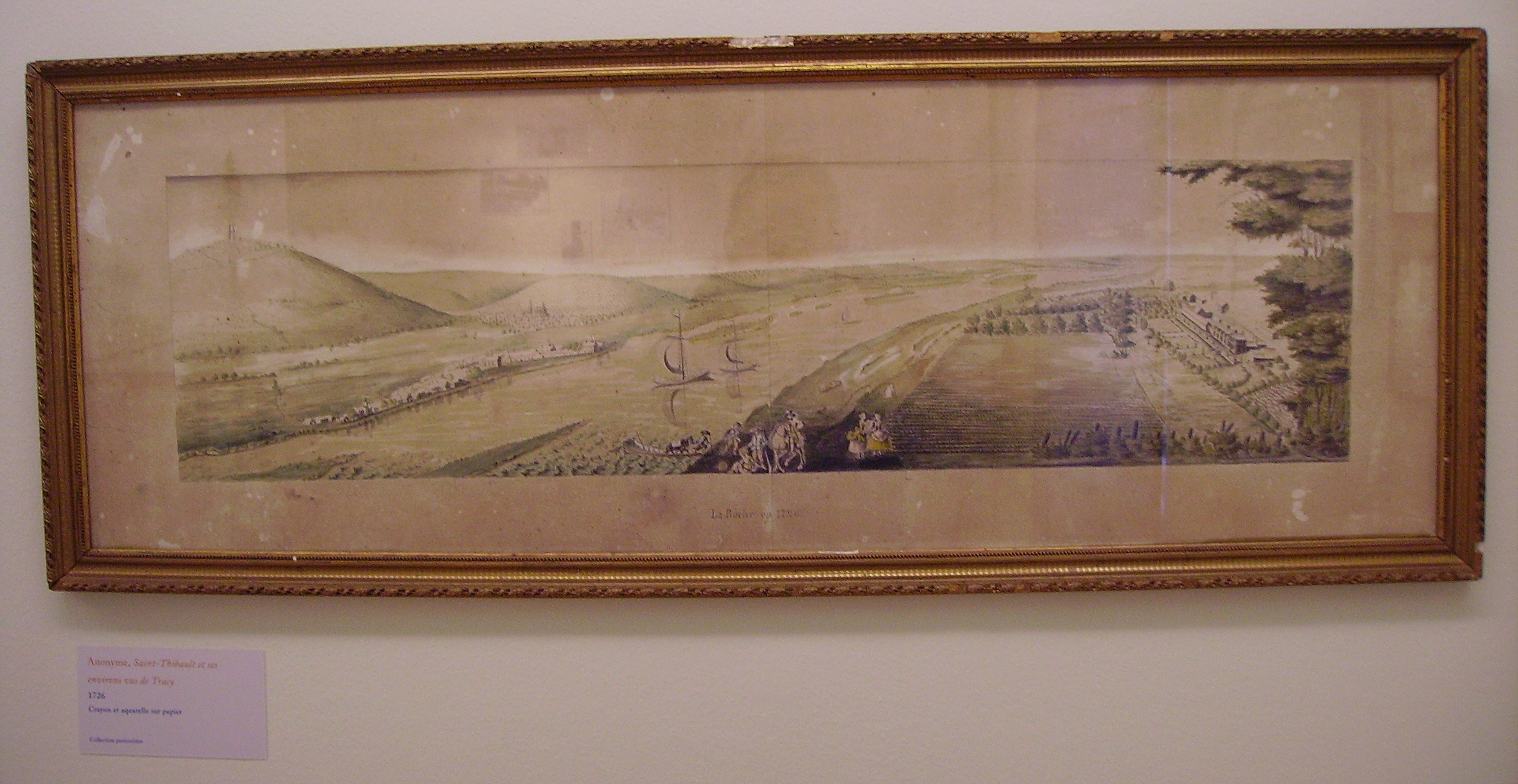
Saint-Thibault et ses environs vus de Tracy, 1726 (anonyme).

En 596 le règlement de saint Aunaire, 18e évêque d'Auxerre (572-605), inclut Tracy dans les trente principales paroisses du diocèse.

## Politique et administration
| Période                                  | Période      | Identité        | Étiquette | Qualité |
| ---------------------------------------- | ------------ | --------------- | --------- | --- |
| 2014                                     | 2016 (décès) | Denis Gaudry    |           | Viticulteur |
| Octobre 2016                             | 2020         | Sylvain Cointat | SE        | Chef de service secteur Automobiles, Président de la Communauté de communes Suppléant de la Députée MoDem Perrine Goulet |
| Les données manquantes sont à compléter. |              |                 |           | |

## Démographie
L'évolution du nombre d'habitants est connue à travers les recensements de la population effectués dans la commune depuis 1793. Pour les communes de moins de 10 000 habitants, une enquête de recensement portant sur toute la population est réalisée tous les cinq ans, les populations de référence des années intermédiaires étant quant à elles estimées par interpolation ou extrapolation. Pour la commune, le premier recensement exhaustif entrant dans le cadre du nouveau dispositif a été réalisé en 2008.

En 2022, la commune comptait 993 habitants, en évolution de +3,65 % par rapport à 2016 (Nièvre : −3,28 %, France hors Mayotte : +2,11 %).
| 1793 | 1800 | 1806 | 1821 | 1831  | 1836  | 1841  | 1846  | 1851  |
| ---- | ---- | ---- | ---- | ----- | ----- | ----- | ----- | ----- |
| 931  | 724  | 839  | 919  | 1 053 | 1 202 | 1 186 | 1 256 | 1 260 |

| 1856  | 1861  | 1866  | 1872  | 1876  | 1881  | 1886  | 1891  | 1896  |
| ----- | ----- | ----- | ----- | ----- | ----- | ----- | ----- | ----- |
| 1 253 | 1 303 | 1 321 | 1 248 | 1 237 | 1 212 | 1 274 | 1 273 | 1 216 |

| 1901  | 1906  | 1911  | 1921 | 1926 | 1931 | 1936 | 1946 | 1954 |
| ----- | ----- | ----- | ---- | ---- | ---- | ---- | ---- | ---- |
| 1 191 | 1 129 | 1 077 | 931  | 921  | 841  | 807  | 767  | 706  |

| 1962 | 1968 | 1975 | 1982 | 1990 | 1999 | 2006 | 2008 | 2013 |
| ---- | ---- | ---- | ---- | ---- | ---- | ---- | ---- | ---- |
| 683  | 702  | 736  | 869  | 980  | 936  | 960  | 969  | 952  |

| 2018 | 2022 | - | - | - | - | - | - | - |
| ---- | ---- | - | - | - | - | - | - | - |
| 983  | 993  | - | - | - | - | - | - | - |

## Lieux et monuments
- Le château de Tracy, domaine privé qui ne se visite pas, se trouve au milieu de vignes et produit un Pouilly fumé renommé. Il est inscrit monument historique depuis 1967[20].
- Le village de Boisgibault (nivernais Bogibo) est le centre administratif de la commune de Tracy Boisgibault, devenue Tracy-sur-Loire puisque la mairie y est installée. L'église se trouve près du château situé à un kilomètre et demi de Boisgibault. Près de l'église se trouvent trois stèles funéraires, vestiges de l'ancien cimetière. Une vue dégagée sur le parvis de l'église permet d'apercevoir la Loire dans le contrebas.
- Le château de Tracy ne doit pas être confondu avec le château de Boisgibault qui se trouve à Ardon, Loiret.
- Un chemin de randonnée balisé permet de se rendre de Tracy à Boisgibault en longeant la voie de chemin de fer. En prenant ce chemin, on peut, avec un peu de chance, voir détaler des chevreuils. C'est un point d'entrée de la réserve naturelle du Val de Loire qui s'étend jusqu'à La Charité-sur-Loire. Elle a été créée par le décret 95-1240 en 1995[21].
- En sortant de Boisgibault par la D 243 en direction de Pouilly-sur-Loire, le lieu-dit les Girarmes  offre un superbe panorama sur la boucle de la Loire ainsi que sur Sancerre. Sur la même route se trouve à quelques kilomètres les Loges , village vigneron où sont réunis de nombreux producteurs de vin. Toujours sur cette même route mais sur la commune de Pouilly-sur-Loire, on découvre le Pavillon du Milieu de Loire , à mi-chemin entre la source et l'embouchure du dernier fleuve sauvage d'Europe.

## Personnalités liées à la commune
- Jean III de Sancerre rachète les terres de Boisgibault en 1383.
- Jehan de Boisgibault (vers 1400).
- François d'Estut, seigneur de Tracy, acquéreur en 1626 de certaines rentes sur la terre de Veaugues.
- Antoine Destutt de Tracy (1754-1846).
- Victor Destutt de Tracy (1781-1864).
- Georges Simenon (1903-1989) qui fut secrétaire du marquis de Tracy en 1923-1924 eut l'occasion de séjourner au château de Tracy (certains de ses romans ont pour cadre cette région entre Pouilly et Sancerre).
- Jeanne de Tramcourt (+1952), compagne du prince Guillaume de Suède.
- Olympe Amaury (1901-2015), doyenne des Français à partir du 2 avril 2015, y est née.
- Le 28 avril 1985, le chanteur Sacha Distel et l'actrice Chantal Nobel sont victimes d'un accident sur la route nationale 7, dans la traversée du hameau de Maltaverne dont la vitesse limite est de 50 km/h. Chantal Nobel était alors héroïne du feuilleton télévisé à succès Châteauvallon. La voiture (une Porsche), propriété de l'actrice, conduite par le chanteur, se dirigeant de nuit vers le Sud, quitta la route juste après le virage à gauche à la sortie du hameau et heurta à pleine vitesse un poteau électrique en ciment sur le côté gauche de la route. Le choc effroyable eut lieu sur le flanc droit de la voiture. Chantal Nobel, grièvement blessée, en ressort handicapée à vie ; le conducteur, légèrement blessé, sera condamné à un an de prison avec sursis pour blessures involontaires.
- Denis Gaudry, maire de 1995 à 2016.